# Gottfried Guggenbühl

Gottfried Guggenbühl (1950)

Gottfried Guggenbühl (* 3. April 1888 in Hombrechtikon; † 23. Januar 1959 in Küsnacht) war ein Schweizer Historiker.
Guggenbühl lehrte von 1928 bis 1958 als Professor für Neuere Geschichte an der ETH Zürich. Sein Forschungsschwerpunkt war die Geschichte der Schweiz, zu der er zahlreiche Publikationen verfasste, darunter eine zweibändige Schweizergeschichte. Daneben publizierte er Quellensammlungen zu verschiedenen Epochen.

## Werke (Auswahl)
- Zürichs Anteil am Zweiten Villmergerkrieg 1712. Gebr. Leemann Verlag, Zürich 1911.
- Der Schweizerische Bauernkrieg von 1653. Gebr. Leemann Verlag, Zürich 1913.
- Vom Geist der Helvetik. Orell Füssli Verlag, Zürich 1925.
- Das Erbe der Regeneration. Sauerländer Verlag, Aarau 1932.
- Nationale Erziehung als Voraussetzung schweizerischer Selbstbehauptung. Rorschach 1938.
- Der Aufbau des Staates und die Grundrechte der Bürger. Schulthess Verlag, Zürich 1938.
- Geschichte der Schweizerischen Eidgenossenschaft. Rentsch Verlag, Erlenbach 1947.
- Carl Spitteler in der politischen Legende. Th. Gut Verlag, Stäfa 1958.